# Станислав Иванович Деспот-Зенович
Станислав Иванович Деспот-Зенович (1833 — 1900) био је руски политичар који је обављао функцију градоначелника Бакуа. 
Важи за једног од најважнијих градоначелника у историји Бакуа. По неким изворима био је српског поријекла.

## Одликовања
Добио је одликовања:
- Орден светог Станислава 3. класе са мачевима
- Орден светог Станислава 2. класе са мачевима (1859)
- Орден Свете Ане 2. класе (1864)
- Орден Светог Владимира 3. класе (1880)
- Орден Свете Ане 1. класе
- Персијски Орден лава и сунца 2. класе са звездом и дијамантима
- Бухарска звезда у успону
- Турски Орден Меџидије 1. класе са дијамантима